# Белак
Белак (фр. Bellac) насеље је и општина у централној Француској у региону Лимузен, у департману Горња Вијена која припада префектури Белак.
По подацима из 2011. године у општини је живело 4259 становника, а густина насељености је износила 174,41 становника/km². Општина се простире на површини од 24,42 km². Налази се на средњој надморској висини од 245 метара (максималној 301 m, а минималној 175 m).

## Демографија
| 1962. | 1968. | 1975. | 1982. | 1990. | 1999. | 2011. |
| ----- | ----- | ----- | ----- | ----- | ----- | ----- |
| 4.783 | 5.240 | 5.360 | 5.079 | 4.924 | 4.576 | 4.259 |

График промене броја становника у току последњих година